# Еквадор на Светском првенству у атлетици на отвореном 2013.
Еквадор је учествовао на 14. Светском првенству у атлетици на отвореном 2013. одржаном у Москви од 10. до 18. августа четрнаести пут, односно учествовао је на свим првенствима до данас. Репрезентацију Еквадора представљало је дванаест учесника (9 мушкараца и 3 жене) који су се такмичили у шест тркачких и једној техничкој дисциплини.,

На овом првенству Еквадор није освојио ниједну медаљу, али је постигнут један лични рекорд и 4 најбоља лична резултата сезоне.

## Учесници
| Мушкарци: - Alex Quiñónez — 100 м, 200 м - Бајрон Пиједра — 5.000 м - Мигел Анхел Алмачи — Маратон - Rolando Saquipay — 20 км ходање - Маурисио Артега — 20 км ходање - Jonnathan Caceres — 50 км ходање - Хавијер Морено — 50 км ходање - Андрес Чочо — 50 км ходање - Дијего Ферин — Скок увис | Жене: - Анхела Тенорио — 100 м, 200 м - Роса Чача — Маратон - Паола Перез — 20 км ходање |  |

## Резултати

### Мушкарци
| Атлетичар            | Дисциплина   | Лични рекорд | Предтакмичење              | Предтакмичење              | Квалификације | Квалификације | Полуфинале           | Полуфинале           | Финале                | Финале       | Детаљи |
| Атлетичар            | Дисциплина   | Лични рекорд | Резултат                   | Место                      | Резултат      | Место         | Резултат             | Место                | Резултат              | Место        | Детаљи |
| -------------------- | ------------ | ------------ | -------------------------- | -------------------------- | ------------- | ------------- | -------------------- | -------------------- | --------------------- | ------------ | ------ |
| Alex Quiñónez        | 100 м        | 10,09 НР     | слободаn                   | слободаn                   | 10,50         | 7. у гр 2     | Није се квалификовао | Није се квалификовао | Није се квалификовао  | 44 / 73 (75) |        |
| Alex Quiñónez        | 200 м        | 20,28 НР     |                            |                            | 20,47 кв      | 4. у гр 2     | 20,55                | 6. у гр 1            | Нису се квалификовали | 15 / 54 (55) |        |
| Бајрон Пиједра       | 5.000 м      | 13:23,72 НР  | 13:35,38                   | 10. у гр 2                 |               |               | 22 / 29 (31)         |                      | Нису се квалификовали |              |        |
| Miguel Ángel Almachi | Маратон      | 2:15:08      |                            |                            |               |               |                      |                      | 2:19:48 ЛРС           | 30 / 50 (69) |        |
| Rolando Saquipay     | 20 км ходање | 1:19:21      | 1:24:01 ЛРС                | 18 / 52 (64)               |               |               |                      |                      |                       |              |        |
| Маурисио Артега      | 20 км ходање | 1:21:56      | 1:27:35                    | 35 / 52 (64)               |               |               |                      |                      |                       |              |        |
| Jonnathan Caceres    | 50 км ходање | 3:56:58      | 3:56:58 ЛР                 | 27 / 46 (61)               |               |               |                      |                      |                       |              |        |
| Xavier Moreno        | 50 км ходање | 3:52:07      | 4:07:29 ЛРС                | 44 / 46 (61)               |               |               |                      |                      |                       |              |        |
| Андрес Чочо          | 50 км ходање | 3:49:26 НР   | дисквалификован (чл.230.6) | дисквалификован (чл.230.6) |               |               |                      |                      |                       |              |        |
| Дијего Ферин         | Скок увис    | 2,30 НР      |                            |                            | 2,17          | 12. у гр А    | Није се квалификовао | Није се квалификовао | Није се квалификовао  | 25 / 31 (33) |        |

### Жене
| Атлетичарка    | Дисциплина   | Лични рекорд | Квалификације   | Квалификације   | Полуфинале            | Полуфинале            | Финале                | Финале          | Детаљи |
| Атлетичарка    | Дисциплина   | Лични рекорд | Резултат        | Место           | Резултат              | Место                 | Резултат              | Место           | Детаљи |
| -------------- | ------------ | ------------ | --------------- | --------------- | --------------------- | --------------------- | --------------------- | --------------- | ------ |
| Angela Tenorio | 100 м        | 11,30 НР     | 11,53           | 4. у гр. 6      | Није се квалификовала | Није се квалификовала | Није се квалификовала | 29 / 45 (46)    |        |
| Angela Tenorio | 200 м        | 23,13 НР     | Нису стартовале | Нису стартовале | Нису стартовале       | Нису стартовале       | Нису стартовале       | Нису стартовале |        |
| Rosa Chacha    | Маратон      | 2:37:17      | Нису стартовале | Нису стартовале | Нису стартовале       | Нису стартовале       | Нису стартовале       | Нису стартовале |        |
| Паола Перез    | 20 км ходање | 1:32:01      |                 |                 |                       |                       | 1:33:03               | 27 / 56 (62)    |        |